# Саркотич, Стефан
Стефан барон Саркотич фон Ловчен (хорв. Stjepan barun Sarkotić Lovćenski; нем. Stephan Freiherr Sarkotić von Lovćen 14 октября 1858 — 16 октября 1939) — австро-венгерский военный и политический деятель, генерал-полковник (1917), этнический хорват.

## Биография
Родился в деревне Синац, недалеко от городка Оточац в Хорватии, в семье лейтенанта, окончил Терезианскую военную академию и академию генштаба. Службу проходил в Боснии, в пехотном полку. Затем служил в разведке, посетил Болгарию, Сербию, Россию, изучал русский язык.
Затем Саркотич служил на различных командных должностях в австро-венгерской армии. С началом Первой мировой войны, Саркотич назначен командующим 42-й гонведской дивизией и направлен на Сербский фронт. Однако в октябре 1914 года, был отозван в Вену. В декабре 1914 года назначен командующим в Боснии, Герцеговине и Далмации. Одновременно с этим 22 декабря 1914 года Саркотич был назначен генерал-губернатором Боснии и Герцеговины.
В октябре 1915 года Саркотич командовал австро-венгерскими войсками при разгроме сербских и черногорских войск. Он провёл ряд успешных операций против сербских и черногорских армий. Двигаясь со стороны Боки Которской, Саркотич сумел провести успешные бои против черногорцев на горе Ловчен, за что был награждён орденом Леопольда. Именно Саркотич руководил оккупацией Черногории. 13 января 1916 года он занял столицу Черногории — Цетине. Вскоре черногорская армия была вынуждена капитулировать перед многократно превосходящими австрийскими силами. Акт о капитуляции 21 января 1916 года подписал сердар Янко Вукотич. «Славянская Спарта» была полностью оккупирована австрийцами.
В 1916 году Саркотич получил звание почётного гражданина города Загреба. Как руководитель Боснии и Герцеговины он понимал необходимость реформ в регионе, поскольку существующее положение дел, было очень напряжённым и опасным для австро-венгерской власти в Боснии. Кроме того, будучи хорватским патриотом, Саркотич во время своего губернаторства предложил объединить Королевство Хорватии и Славонии с Боснией и Герцеговиной. Однако, его инициатива так и не была осуществлена. После распада Австро-Венгрии, Саркотич вышел в отставку и передал власть Народному Вече словенцев, хорватов и сербов.
Саркотич был настроен против Карагеоргиевичей и не одобрил преобразования вновь учреждённого Государства словенцев, хорватов и сербов — в Королевство сербов, хорватов и словенцев. Поэтому югославские власти заключили его в тюрьму. После освобождения Саркотич уехал в Вену. В Вене Саркотич наладил контакты с хорватской эмиграцией, создал «Хорватский комитет» (организацию боровшуюся за создание независимого Хорватского государства) и выступал против правящей династии Югославии. Также Саркотич занимал пост почетного президента имперской стрелковой ассоциации. Умер в Вене в 1939 году.

## Награды
- Орден Железной короны 3-й степени (1905)[2]
- Орден Железной короны 2-й степени (1914)[2]
- Австрийский орден Леопольда, большой крест с военными украшениями и мечами (1917)[2]
- Бронзовая медаль «За военные заслуги» с мечами (1917)[2]
- Баронское достоинство королевства Венгрия с прозванием von Lovčen (1917)[2]
- Крест «За военные заслуги» 1-й степени с военными украшениями и мечами[2]
- Крест 1-го класса почётного знака «За заслуги перед Красным Крестом»[нем.][2]